# Walter Abel

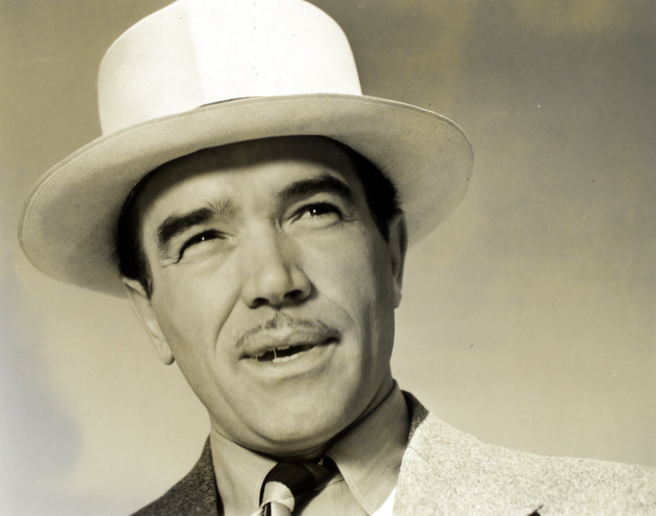
Walter Abel

Walter Abel (* 6. Juni 1898 in St. Paul, Minnesota; † 26. März 1987 in Essex, Connecticut) war ein US-amerikanischer Schauspieler.

## Leben
Walter Abel erhielt seine Schauspielausbildung an der American Academy of Dramatic Arts in New York City. Seinen ersten Auftritt hatte er im Repertoiretheater und im Varieté am 1. März 1918, seinen ersten Auftritt als Profi im folgenden Jahr am Manhattan Opera House. Danach war er am Broadway tätig und kam Anfang der 1930er Jahre zum Film. Frank Borzage besetzte ihn 1930 in seiner Filmadaption von Ferenc Molnárs Stück Liliom, doch erst fünf Jahre später erhielt er seine nächste Filmrolle: in Die drei Musketiere spielte er 1935 den D’Artagnan. Seit dieser Hauptrolle war er nur noch selten auf der Theaterbühne zu sehen. In den 1950er Jahren konzentrierte sich seine Tätigkeit auf Rollen in Fernsehfilmen und Serien.
Walter Abel war mit der Konzertharfenistin Marietta Bitter verheiratet. Er starb 1987 an den Folgen eines Herzinfarkts.

## Filmografie (Auswahl)
- 1918: Out of a Clear Sky
- 1920: The North Wind’s Malice
- 1930: Liliom
- 1935: Die drei Musketiere (The Three Musketeers)
- 1936: Two in the Dark
- 1936: The Witness Chair
- 1936: Blinde Wut (Fury)
- 1937: Green Light
- 1937: Wise Girl
- 1937: Portia on Trial
- 1938: Racket Busters
- 1940: Dance, Girl, Dance
- 1940: Arise, My Love
- 1941: Das goldene Tor (Hold Back the Dawn)
- 1941: Eheposse (Skylark)
- 1942: Mabok, der Schrecken des Dschungels (Beyond the Blue Horizon)
- 1942: Musik, Musik (Holiday Inn)
- 1942: Wake Island
- 1942: Star Spangled Rhythm
- 1943: Mutige Frauen (So Proudly We Hail!)
- 1944: Follow the Boys
- 1944: The Hitler Gang (Erzählerstimme)
- 1944: Das Leben der Mrs. Skeffington (Mr. Skeffington)
- 1944: An American Romance
- 1945: Oh, Susanne! (The Affairs of Susan)
- 1945: Küsse und verschweig mir nichts! (Kiss and Tell)
- 1946: Der Held des Tages (The Kid from Brooklyn)
- 1947: 13 Rue Madeleine
- 1947: Mädchen für Hollywood (Variety Girl)
- 1948: Die Frau im Hermelin (That Lady in Ermine)
- 1953: Das letzte Signal (Island in the Sky)
- 1954: Das unsichtbare Netz (Night People)
- 1955: Zwischen zwei Feuern (The Indian Fighter)
- 1956: Stahlharte Männer (The Steel Jungle)
- 1957: Bernardine
- 1957: Das Land des Regenbaums (Raintree County)
- 1963: Preston & Preston (The Defenders, Fernsehserie, Folge 2x27)
- 1964: East Side/West Side (Fernsehserie, Folge 1x26)
- 1964: Heirate mich, Gauner! (Quick, Let’s Get Married)
- 1965: Die 27. Etage (Mirage)
- 1972: Blutnacht – Das Haus des Todes (Silent Night, Bloody Night)
- 1973: Der Mann ohne Vaterland (The Man Without a Country, Fernsehfilm)
- 1984: Grace Quigleys letzte Chance (Grace Quigley)